# Riccardo Dei Rossi
Riccardo Dei Rossi (født 6. februar 1969 i Trieste) er en italiensk tidligere roer og dobbelt verdensmester.
Dei Rossi roede i begyndelsen af sin karriere i flere forskellige bådtyper, men fra 1992 var det firer uden styrmand, han koncentrerede sig om. Han deltog første gang i OL i denne bådtype i 1992 i Barcelona, hvor det blev til en ottendeplads.
Efter dette OL fik Dei Rossi nye kolleger i fireren, der nu foruden ham bestod af Carlo Mornati, Rafaello Leonardo og Valter Molea. Denne besætning fik sit gennembrud med VM-guld i 1994 og 1995. Kvartetten var derfor blandt favoritterne ved OL 1996 i Atlanta, og de vandt da også deres indledende heat, hvorpå de blev slået knebent af den franske båd i semifinalen. Disse to både kæmpede i finalen om føringen i begyndelsen, men de øvrige både var ikke langt væk, og italienerne havde brugt for mange kræfter i begyndelsen og endte på en sjette- og sidsteplads.
Ved VM i 1998 var Leonardo udskiftet i båden med Lorenzo Carboncini, og her vandt italienerne bronze, en præstation de gentog året efter. Ved OL 2000 i Sydney vandt samme besætning deres indledende heat, hvorpå de i semifinalen blev snævert besejret af den australske båd. Finalen blev en tæt kamp mellem italienerne og den britiske båd, der endte med at sejre med et forspring på 0,38 sekund, mens italienerne på andenpladsen var næsten et sekund foran australierne på bronzepladsen.

## OL-medaljer
- 2000:  Sølv i firer uden styrmand